# František Dřížďal
František Dřížďal (* 8. August 1978 in Sokolov) ist ein ehemaliger tschechischer Fußballspieler.

## Karriere
Dřížďal begann mit dem Fußballspielen bei Spartak Horní Slavkov und 1998 wechselte der Abwehrspieler weiter zum SK Buldoci Karlovy Vary. Die Saison 2003/04 verbrachte er in der deutschen Bezirksliga Süd der Oberpfalz beim FC Maxhütte-Haidhof. Anschließend spielte der Außenverteidiger für den FK Baník Sokolov in der vierten tschechischen Liga. Im Sommer 2006 erwarb Sokolov vom FK AS Pardubice die Zweitligalizent, Dřížďal gehörte in der Zweitligasaison 2006/07 zu den Leistungsträgern.
Dennoch überraschte im Sommer 2007 Slavia Prags Verpflichtung des inzwischen knapp 29-jährigen Dřížďal, der bis dato über keine Erstligaerfahrung verfügte. In den ersten Spielen der Saison 2007/08 überzeugte er alle Kritiker mit einem Stammplatz und guten Leistungen in der Viererkette Slavias. Mehrere schwerere Verletzungen warfen ihn zwar zurück, jedoch konnte er in dieser Zeit zwei Mal die Meisterschaft feiern und debütierte sogar in der UEFA Champions League. Im Juni 2009 wechselte Dřížďal zum 1. FC Brünn. Dort verbrachte er die nächsten beiden Spielzeiten, aber wegen diversen Blessuren bestritt er auch dort nur 21 Pflichtspiele in dieser Zeit.
Anschließend spielte er von 2011 bis 2016 erneut für den FK Baník Sokolov in der Fotbalová národní liga. Bis zu seinem Karriereende kam er dort auf weitere 110 Zweitligaspiele für den böhmischen Verein.

## Erfolge
- Tschechischer Meister: 2008, 2009